# Juan Esteban Manrique de Lara y Cardona

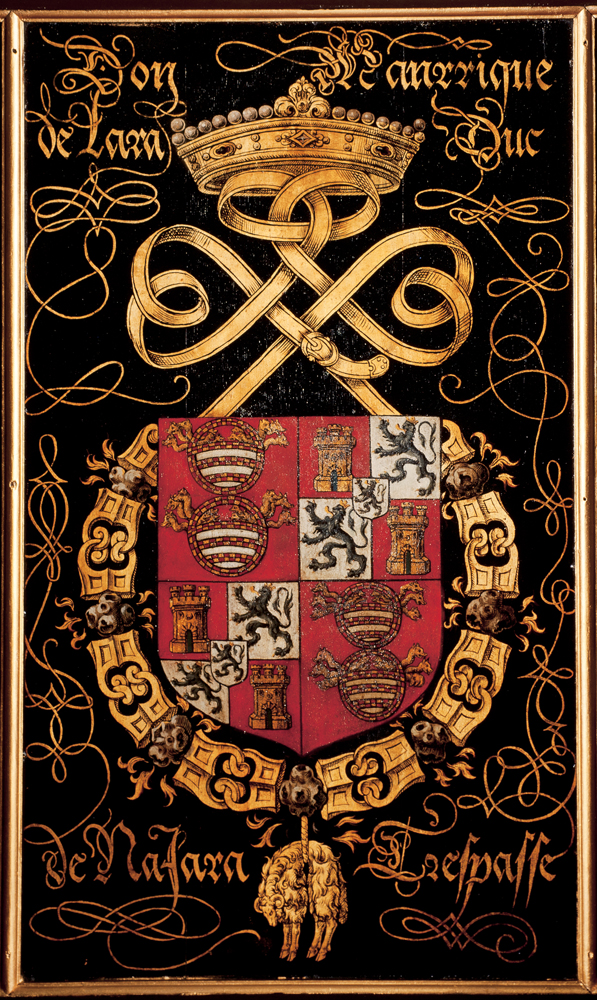
Escudo del III duque de Nájera, caballero de la Orden del Toisón de Oro, en la Catedral de Gante

Juan Esteban Manrique de Lara y Cardona (¿Nájera?, 26 de diciembre de 1504 - Valencia de Don Juan, León, 22 de enero de 1558), noble, político y militar español que fue III duque de Nájera.

## Vida
Nacido el 26 de diciembre de 1504, Juan era hijo Antonio Manrique de Lara y Castro, II duque de Nájera, y de Juana de Cardona. Durante la revuelta comunera (1520-1521) se mantuvo fiel al monarca Carlos V de España y participó en destacadas operaciones militares contra los rebeldes. De esta manera, aportó 500 soldados a las huestes realistas que se instalaron en Medina de Rioseco hacia noviembre de 1520 y se halló, personalmente, en la batalla de Tordesillas. Su misión principal consistió en pacificar la región norteña, gravemente amenazada por el conde de Salvatierra, Pedro López de Ayala: a finales de 1520 marchó hacia Medina de Pomar con 4000 hombres de pie y de caballo, con el objetivo de pacificar el territorio de las Siete Merindades. Luego, entre marzo y abril de 1521, penetró en Vitoria y Salvatierra, destruyó la fortaleza de Morillas, se dirigió hasta Burgos —leal a Carlos I— y participó en las batallas de Miñano Mayor y Villalar.
En diciembre de 1529, la muerte de su padre lo llevó a suceder como cabeza del linaje y III duque de Nájera. Por esos años, asimismo, se desempeñó como alcaide del castillo de Davalillo y tesorero general de Vizcaya. Acompañó al monarca a Italia, a la jornada de Túnez (1535) y estuvo presente en las Cortes de Toledo de 1538-1539. Participó en las guerras italianas de 1542-1546, en la campaña de Güeldres (Flandes), y en 1546 fue investido caballero de la Orden del Toisón de Oro. A finales de ese año, siendo mayordomo del rey, acompañó al futuro Felipe II en sus viajes a Flandes (1549) e Inglaterra (1554). En 1556, dentro de Valladolid, recibió a Carlos I y a sus hermanas, las reinas de Francia y de Hungría. 
Murió el 22 de enero de 1558 y sus restos fueron depositados en el panteón ducal de la capilla mayor de Santa María la Real de Nájera.

## Matrimonio y descendencia
Estuvo capitulado para casar en 1521 con su prima hermana Aldonza de Urrea y Cardona, hija de los condes de Aranda. Sin embargo, si llegó a consumarse el matrimonio, el mismo fue rápidamente impugnado por decisión papal. 
Contrajo matrimonio en Toledo, hacia agosto del año 1529, con Luisa de Acuña y Manuel, V condesa de Valencia de Don Juan. Con ella tuvo a:
- Juan Esteban Manrique de Lara Acuña y Manuel, que sucedió en la casa ducal como IV duque de Nájera.
- Enrique Manrique de Lara, que fue comendador de Mohernando en la Orden de Santiago y se casó con Inés Manrique, VI condesa de Paredes de Nava.

## Semblanza
Según sus contemporáneos, fue un hombre de claro ingenio, singular valor y destreza a caballo, de genio muy vivo, y sobre todo muy culto y erudito; físicamente fue alto de cuerpo, de tez blanca, cabello rubio y ojos verdes.